# 데블스 에드버킷
《데블스 에드버킷》(영어: The Devil's Advocate, 광고 시 제목은 영어: Devil's Advocate)은 미국에서 제작된 테일러 핵퍼드 감독의 1997년 초자연 공포 영화이다. 키아누 리브스, 알 파치노, 샬리즈 세런 등이 출연하였고, 아넌 밀천 등이 제작에 참여하였다. 자유 의지 문제를 다룬 파우스트의 전설에서 영감을 얻었으며, 사탄의 이름인 존 밀턴은 〈실낙원〉의 작가 존 밀턴에서 따온 것이다.
1998년 제24회 새턴상 공포 영화 부문 작품상 수상작이다.

## 줄거리
전승 행진 중인 플로리다주 게인즈빌 피고측 변호사 케빈은 아동 성학대 혐의가 있는 교사 로이드 게티스를 변호하다가 그가 유죄라는 걸 알게 된 후에도 반대 신문에서 피해자의 신빙성을 떨어뜨려 무죄를 받아낸다.
이런 케빈에게 한 뉴욕 법률 사무소가 접근해 배심원 선정 보조를 요청한다. 케빈이 택한 배심원이 무죄 평결을 이끌어 내자 법률 사무소 대표 존 밀턴이 고연봉을 제시하고, 케빈은 아내 메리 앤과 맨해튼 고급 아파트로 이사한다.
케빈은 아내, 의붓아들, 하녀를 죽인 의혹을 받고 있는 백만장자 앨릭스 컬런의 사건을 맡으면서 가정을 등한시하게 되고 동료 크리스타벨라에게 이끌린다. 그 사이 메리 앤은 법률 사무소 파트너들의 아내들이 악령으로 보이는 환영에 시달리고, 한 아기가 자신의 적출된 난소를 갖고 노는 악몽을 꾸기도 한다. 불임 진단을 받은 메리 앤은 케빈에게 게인즈빌로 돌아가자고 하지만 케빈은 이를 거절한다.
법률 사무소의 경영 담당 파트너 에디는 케빈이 자신의 자리를 위협한다고 여기고, 사무소의 부정 행위를 고발하겠다고 말한다. 케빈이 이를 밀턴에게 전하자 에디는 밤에 센트럴 파크에서 맞아 죽는다.
케빈은 컬런의 비서 멀리사가 현장 부재 증명을 위해 법정에서 위증을 하려는 걸 알면서도 이를 눈감아 준다. 후에 메리 앤이 그날 밀턴에게 성폭행을 당했다고 고백하자 하루 종일 밀턴과 법정에 있었던 케빈은 메리 앤이 자해를 했다고 믿고 정신 병원에 입원시킨다.
케빈은 게티스가 어린 여자애를 살해해 다시 체포됐다는 걸 알게 된다. 에디의 장례식에서 밀턴이 성수에 손가락을 담그자 성수가 끓어오른다.
사례 관리자 팸이 악령으로 보인 메리 앤은 유리 조각으로 목을 베어 자살한다. 기독교 근본주의 신자인 엄마 앨리스는 케빈의 친부가 밀턴이라고 고백하고, 밀턴은 자신이 앨리스를 강간했음을 시인한다. 케빈은 밀턴의 가슴에 총을 쏘지만 밀턴에게 아무런 영향도 끼치지 못한다. 밀턴은 본인의 정체가 사탄임을 밝히고, 케빈과 케빈의 이복 여동생인 크리스타벨라가 관계해 적그리스도를 잉태하길 원한다고 말한다.
자신의 욕망과 선택 때문에 이 사단이 벌어졌음을 깨달은 케빈은 머리에 총을 쏜다. 그러나 지금까지 벌어진 모든 일이 그저 그가 꾼 환상이었던 것 마냥 게티스 재판의 휴정 때로 돌아온다. 재판이 재개되자 케빈은 변호사 자격이 박탈되는 한이 있어도 게티스를 변호할 수 없다고 선언한다. 기자 래리가 다가와 케빈을 유명하게 만들어 주겠다며 인터뷰를 원하자 케빈은 이를 수락한다. 래리는 곧 밀턴으로 변하며 여전히 허영심으로 죄를 범하려 하는 케빈의 미래를 즐겁게 지켜보려 한다.

## 출연진
- 키아누 리브스 - 케빈 로맥스 역
- 알 파치노 - 존 밀턴 / 사탄 역
- 샬리즈 세런 - 메리 앤 로맥스 역
- 제프리 존스 - 에디 바준 역
- 주디스 아이비 - 앨리스 로맥스 역
- 코니 닐센 - 크리스타벨라 안드레올리 역
- 크레이그 T. 넬슨 - 알렉산더 컬런 역
- 헤더 매터래조 - 바버라 역
- 터마라 투니 - 재키 히스 역
- 루빈 산티아고허드슨 - 리먼 히스 역
- 데브라 멍크 - 팸 개러티 역
- 로라 해링턴 - 멀리사 블랙 역
- 조지 와이너 - 마이젤 역
- 닐 존스 - 래리 역: 플로리다 기자.
- 돈 킹 - 본인 역
- 로이 존스 주니어 - 본인 역 (크레디트 미기재)
- 델로이 린도 - 필립 모예즈 역 (크레디트 미기재)
- 크리스 바워 - 로이드 게티스 역
- 모니카 키나 - 알레산드라 컬런 역

## 기타 제작진
- 공동 제작: 스티븐 브라운
- 배역: 낸시 클로퍼, 메리 커훈
- 미술: 브루노 루베오
- 의상: 주디아나 머코프스키
- 특수 효과: 리처드 그린버그, 릭 베이커

## 반응
리뷰 애그리게이터 웹사이트 로튼 토마토에서 리뷰 62편을 바탕으로 62%의 지지도를 얻었으며 평점은 10점 만점에 6.3점이다.

## 우리말 녹음
KBS 성우진 (2000년 11월 17일)
- 구자형 - 케빈(키아누 리브스)
- 배한성 - 존 밀턴(알 파치노)
- 정미숙 - 메리 앤(샬리즈 세런)
- 온영삼 - 에디 바준(제프리 존스)
- 박신영 - 케빈 어머니(주디스 아이비)
- 김옥경 - 크리스타벨라(코니 닐센)
- 유강진 - 컬런(크레이그 T. 넬슨)
- 성병숙 - 팸(데브라 멍크)
- 김영진 - 래리(닐 존스)
- 신세인
- 유민석
- 이향숙
- 조동희
- 김새영
- 이연희
- 성창수
- 김혜미

## 참고 문헌
- Netzley, Ryan (2006). 〈'Better To Reign in Hell Than Serve in Heaven, Is That It?': Ethics, Apocalypticism, and Allusion in The Devil's Advocate〉.   L. Knoppers; G. Colón Semenza; Gregory M. Colón Semenza. 《Milton in Popular Culture》. Springer. ISBN 1-40398318-6.